# Cepheia
Cepheia is een spinnengeslacht uit de familie Synaphridae.

## Soorten
- Cepheia longiseta (Simon, 1881)